# Караимы
Караи́мы (караимск. крымский диалект: ед. къарай, мн. къарайлар; тракайский диалект: ед. karaj, мн. karajlar; от др.-евр. קָרָאִים‬ караи́м — «читающие») — немногочисленная этническая группа, происходящая от тюркоязычных последователей  караимизма в Восточной Европе.
Караимский язык относится к кыпчакской группе тюркских языков. Лексический состав караимского языка отличается 
значительным количеством гебраизмов. Различаются северный (тракайский), южный (галичский) и крымский диалекты. Крымский диалект караимского языка заметно отличается от диалектов караимов Литвы и Западной Украины.
В настоящее время все диалекты караимского языка, за исключением тракайского, практически исчезли.

## Этимология
Слово «караим» вошло в употребление в IX веке и изначально использовалось для обозначения религиозной группы.
В Российской империи вероисповедание указывалось безотносительно к национальности. В СССР вместо вероисповедания указывалась национальность. Соответственно, в советской тюркологии термин «караимы» закрепился за названием караимского этноса.
В современном русском языке это слово определяет этническую принадлежность безотносительно к вероисповеданию, значительно реже — конфессиональную принадлежность безотносительно к национальности. Для наименования представителей караимского этноса используются следующие термины:
- караимы-тюрки, крымские караимы, караи, карайлар, крымкарайлар — используется сторонниками тюркской теории происхождения караимов с целью противопоставления караимам-евреям[16], а именно в таких названиях, как: Всенародный съезд крымских караимов Украины и Ассоциация крымских караимов «Крымкарайлар»);
- караиты — используется в «Караимской народной энциклопедии», а также российскими востоковедами XIX века[17];
- крымские караимы, караимы Восточной Европы или восточноевропейские караимы — используется специалистами по иудаике и означает караимский этнос в целом[18];
- крымские (литовские, луцко-галичские) караимы — указывает одновременно и национальную принадлежность, и территорию проживания (как и в отношении, например, крымских татар);
- западные караимы — объединяет караимов, проживающих на Западной Украине (Луцк, Галич), а также в Литве и Польше; используется, например, в грамматике К. Мусаева[15].

## Появление караимов в Крыму
Будучи похожими по разговорному языку, устному  фольклору, бытовым обычаям и образу жизни на окружающие тюркские народы,  караимы тем не менее традиционно исповедовали караизм — религию, родственную иудаизму или же трактуемую как секта иудаизма,
пользовались древнееврейским языком в деловой переписке, научных трудах, литургии и надгробных эпитафиях.
В связи с этим имеется две основные версии происхождения караимов: семитическая и хазарская. 
Обе до сих пор остаются предметом научных дискуссий и не являются полностью взаимоисключающими, что поддерживается рядом антропологических исследований, доказывающих с одной стороны, различие между евреями и караимами, но с другой стороны, подобное различие между крымскими и литовскими караимами, а также сходство между европейскими и средиземноморскими караимами.

### Семитическая (еврейская) теория
Согласно этой теории, караимы происходят от этнолингвистической или этноконфессиональной группы евреев, исповедовавших иудаизм караимского толка.

Эта теория полностью разделялась самими караимами до конца XIX века

В настоящее время еврейская теория резко критикуется караимскими лидерами, в многочисленных современных караимских публикациях подчёркивается неприятие её караимским сообществом. Вместе с тем этой теории придерживаются некоторые караимские авторы. Кроме того, существуют свидетельства о том, что некоторые её сторонники вынуждены воздерживаться от выражения своего мнения публично. В последнее время сторонники этой версии выделились и в Крыму, и на Украине.

### Хазарская (тюркская) теория
Согласно этой теории, караимы — потомки хазар — тюркского кочевого народа VII—X вв, который принял иудаизм и среди районов расселения которого был Крым.

#### Аргументация
- По мнению ряда антропологов 1930-х годов существует сходство между чувашами и караимами[37][38] и, таким образом, с хазарами.
- По мнению тюрколога Н. А. Баскакова, «караимы входили в булгаро-хазарский, узо-печенежский и только позже — в кипчакско-половецкий племенной союз с господствующим кыпчакским языком»[39].
- Антропологические исследования показывают различия между евреями и караимами[20][21].

#### Критика
- До появления хазарской теории не существовало традиции, связывающей караимов с хазарами[42].
- Антропологические исследования показывают, что наряду с различием между евреями и караимами можно говорить и о различиях между крымскими и литовскими караимами[22], что может быть следствием 1000-летней генетической изоляции[20][43].
- Караимский и хазарский языки — тюркские, однако караимский принадлежит к кыпчакской группе, а хазарский — предположительно, к булгарской группе, следовательно, между ними нет близкого родства[44].
- Хазарский иудаизм был, скорее всего, талмудическим, а в караизме Талмуд не признаётся.
- Хазары исчезли в XI веке, а первые письменные упоминания о крымских караимах относятся к XIII веку (см. ниже в разделе «История»).
- Антропологические исследования показывают сходство между литовскими и средиземноморскими караимами[20], генетические исследования также показывают наличие у караимов ближневосточных генов, сходных с генами евреев[45].
- В археологии памятники этнических хазар пока не имеют общепринятой идентификации, что ставит под сомнение заключения об антропологической связи караимов с хазарами[46].

#### Распространение
Эта теория выдвинута в 1846 году российским востоковедом В. В. Григорьевым, неосведомлённым о существовании гебраизмов в караимском языке.
Широкую известность получила во второй половине XIX века.
Хазарскую теорию активно развивал Серая Шапшал. В условиях размежевания с еврейской общиной караимские националисты приняли основные положения этой теории.
В XX веке хазарская теория была официально признана советской наукой, современными светскими лидерами караимов, отрицающим любую связь с евреями и иудаизмом, а также косвенно фигурирует и в современной формуле самоидентификации караимов (см. раздел «Самоидентификация»).
В отличие от светских лидеров, многие религиозные караимы отнеслись к хазарской теории скептически. Современные лидеры религиозных караимов в эмиграции также критикуют эту теорию.
В настоящее время тюркская теория не разделяется большинством современных ученых.

#### Синтетическая теория
Согласно этой теории, крымские караимы представляют собой продукт смешения евреев-караимов и хазаро-болгарского населения Крыма, обращённого из раввинизма в караимизм.
Караимские интеллектуалы XIX века, в частности Юфуда Кокизов и Илья Казас, пытались совместить хазарскую теорию с традиционной семитической в том или ином виде. И. И. Казас полагал, что любая народность «организовалась из слияния с ней других племён, поглощённых и ассимилированных», и был противником применения теории «кровной чистоты». По его мнению, в споре об этногенезе караимов следует объективно рассматривать и хазарскую, и семитическую теории. Хотя сам Казас придерживался семитической теории происхождения караимов, отвергая хазарскую теорию в целом и считая её «чересчур смелой», но подчёркивал при этом, что «караимы — нечистокровные семиты».

## Появление караимов в Восточной Европе

### Караимская традиция
Согласно караимской традиции, великий литовский князь Витовт вывел несколько сотен караимских и татарских семей из Крыма в Великое княжество Литовское. Эта версия признана правительством современной Литвы.
Критика:
- Витовт жил в XIV веке, а согласно караимским источникам, откуда была заимствована эта традиция, Витовт переселил караимов в Литву в XIII веке[60][61][62], и города, откуда они были переселены, ещё не существовало.
- Согласно татарской традиции, польско-литовские татары пришли в Великое Княжество Литовское из Золотой Орды вместе с бежавшим в Литву ханом Тохтамышем[63].
- Согласно более ранним источникам, караимы самостоятельно переселились в Великое Княжество Литовское, привлеченные привилегиями Витовта[64][65].

### «Кумано-кипчакская» теория
Эта теория выдвинута такими учёными, как Дан Шапира, Питер Голден и Голда Ахиезер.
Согласно этой теории:
- предки восточноевропейских караимов происходят не из Крыма;
- предки крымских караимов и крымчаков прибыли с захваченных монголами территорий (Северный Иран и Нижняя Волга), из Византии и после падения Константинополя в 1453 году из Османской империи[66].

Аргументация:
- крымский диалект караимского отличается от среднего диалекта крымско-татарского лишь присутствием гебраизмов;
- тракайский и галичский диалекты караимского языка значительно отличаются от крымского диалекта караимского;
- в Золотой Орде был распространен язык, близкий к языку литовских и галицких караимов[60][66];
- первое документальное свидетельство о пребывании караимов в Крыму относится к 1278 году[67].

## Антропология
О необходимости проведения краниологических исследований караимов высказывался в 1876 году академик А. А. Куник: 
|  | Было бы желательно, чтобы опытные естествоиспытатели сравнили черепа Караимов, равно как и черепа других древне-крымских Иудеев (Крымчаки в Карасу-Базаре и проч.) с черепами Иудеев древней Польши. Если найдено будет заметное различие между этими черепами, то должно ожидать его и в скелетах, в умственных способностях и т. д. До разъяснения же подобных вопросов признавать или даже предполагать в крымских Караимах потомков Хазар, — по недостатку исторических свидетельств, — слишком смело. |

В 1880 году в Бахчисарае действительный член Императорского Русского географического общества К. С. Мережковский сделал краниологические измерения 20 караимов-мужчин.
В 1880 году русским антропологом К. Н. Иковым были исследованы 30 караимских черепов из раскопок Мережковского на кладбище в Иосафатовой долине близ Чуфут-Кале. Также Иков пользовался измерениями 20 караимов мужчин, сделанных тем же антропологом Мережковским. На основании этих исследований, Константин Иков пришёл к выводу, что караимы брахицефалы и не принадлежат к семитам.
Детские черепа из раскопок К. С. Мережковского в 1882 году исследовал доктор медицины Е. А. Покровский, отметивший приплюснутость затылочной части или искошение затылка в одну или другую сторону, что объясняется практиковавшимся среди караимов привязыванием детей к колыбелям.
Черепные швы караимов изучал доктор медицины А. М. Фортунатов.
В 1904 году Юлиан Талько-Гринцевич исследовал антропологические параметры литовских караимов.
В 1910 году антрополог Витольд Шрейбер проводил антропологические измерения караимских детей Галиции и пришёл к выводу, что в расовом отношении они имеют более общего с угро-финской группой, чем с семитами.
В 1912 году С. А. Вайсенберг провёл сопоставительный анализ антропологических особенностей караимов, крымчаков и евреев и на основании антропометрических измерений пришёл к заключению о внешнем сходстве между евреями и караимами.
В 1928 году С. С. Заболотный  провёл сопоставительный анализ групп крови караимов Крыма и крымчаков в сравнении с евреями, на основании которого он заключил, что караимы относятся скорее к тюркской, чем к семитской группе.
В 1932 году на основании исследования групп крови караимов Вильнюса и Тракая, Михаил Рейхер-Сосновский сделал заключение, что польские караимы значительно ближе к чувашам и другим тюркским народностям, чем к евреям 
В 1934 году Коррадо Джини, исследовав караимов Польши и Литвы во всех четырёх общинах (во главе масштабной антропологической экспедиции по поручению министерства внутренних дел Третьего рейха), пришёл к выводу, что польско-литовские караимы антропологически связаны с чувашами и, таким образом, с хазарами и куманами. В годы немецкой оккупации похожие заключения опубликовали Я. Чекановский и Ф. Штайнигер.
В 1963 году А. Н. Пулянос отметил в целом переднеазиатский облик караимов Литвы, отметив некоторые монголоидные черты у тракайских караимов.
В 1965 году В. Д. Дяченко, проанализировав результаты Украинской антропологической экспедиции (1956—1963 гг.) и собранные им материалы о 42 караимах Литвы, сделал вывод об автохтонном происхождении караимов и их близости к южным европеоидам Кавказа, Малой Азии и Ближнего Востока.
В 1968 году К. Фрид, И. Ландау, Т. Коен и А. Гольдшмидт из Иерусалимского университета сравнили распределение групп крови АВО у 247 караимов египетского происхождения, живущих в Израиле, с распределением АВО у окружающего египетского населения в Каире, евреев Багдада, сефардских, ашкеназских евреев и литовских караимов, обнаружив определённое сходство между караимами Египта и Литвы на фоне отличия от остальных групп населения и заключив на основании этого, что европейские караимы — в основном, этнические потомки средиземноморских караимов.
В 1971 году академик В. П. Алексеев на основании краниологического исследования параметров населения хазарского города Саркел (Нижний Дон), караимских черепов из раскопок К. С. Мережковского и скелетов древних жителей горного Крыма пришёл к выводу, что караимы являются продуктом смешения хазар с местными (крымскими) племенами (такими как сарматы, сармато-аланы, аланы, готы и, возможно, греки). Впрочем, в связи с тем, что в археологии памятники этнических хазар пока не имеют общепринятой идентификации, правомерность этой оценки остаётся под вопросом.

## Генетика
В 2005—2013 годах были изучены генетические сигнатуры 28 караимов, проживающих на территории стран Восточной Европы, в основном в Крыму. На основании этого исследования Кевин Алан Брук пришёл к выводу, что восточноевропейские караимы имеют преобладающее ближневосточное происхождение и наиболее близки к ашкеназским, сефардским и восточным евреям, египетским караимам, нежели к нееврейскому населению Ближнего Востока и Кавказа. Для караимов характерно отсутствие «мажорной» Y-хромосомной гаплогруппы. Гаплогруппы G2a-P15, J1-M267, J2-M172 суммарно составляют у караимов более половины генофонда. Далее идут гаплогруппы R1a-M198, С3, E1b, T и L.

## Самоидентификация
Определение слова «караим» было одной из главных целей съезда караимского духовенства 18-27 июня 1917 г. Было предложено два варианта и утверждена вторая формулировка.
караимами называются люди, принадлежавшие к караимской религии, безотносительно к происхождению
караимами называются люди, исповедующие караимскую религию и составляющие особую, исторически сложившуюся народность (при этом под караимской народностью разумеются караимы, живущие в Крыму, и примыкавшие к ним издавна, еще до присоединения Крымского полуострова к России, вступавшие с ними в браки и беспрерывно питавшие их караимы Константинопольские, Египетские, Иерусалимские, Багдадские, Сирийские и Литовские).
На общенациональном караимском съезде в Евпатории 28 августа 1917 г. было принято следующее определение:
Караимы, являясь коренными обитателями Крыма, представляют собою объединенную общностью веры, крови, языка и обычаев особую народность, издревле сохраняющую неразрывную духовную связь со своими Константинопольскими, Иерусалимскими и Египетскими единоверцами.
В 2003 году Всенародным съездом крымских караимов Украины была принята уточнённая формулировка:
Крымские караи (крымские караимы-тюрки) — коренной народ Крыма, объединенный общностью крови, языка и обычаев, осознающий собственную этническую индивидуальность, кровное родство с другими тюркскими народами, самобытность культуры и религиозную самостоятельность. Испытывает особые чувства к Крыму, как к исторической родине, дружеское расположение к другим народам и конфессиям, уважает их самоидентификацию.
Среди крымских караимов и по сей день продолжаются дискуссии по поводу определения этого термина.

### Взаимоотношения с евреями
На протяжении значительной части своей истории караимы по крайней мере не отделяли себя от еврейской культурной сферы. Однако после присоединения территорий, заселённых караимами, к Российской империи среди караимов появилась тенденция противопоставления себя евреям. Начиная с XX века эта тенденция ещё более усилилась. Этому способствовали следующие факторы:
- эмансипация: в дореволюционной России караимы были уравнены в правах с православными, тогда как на евреев из западных губерний налагался ряд ограничений. Таким образом были узаконены различия в правах между еврейским и караимским населением;
- лингвистическая ассимиляция: древнееврейский язык был вытеснен в богослужении караимским, а караимский язык был вытеснен в быту русским[95];
- переход караимской интеллигенции в христианство;
- доктрина деиудаизации караимизма С. М. Шапшала.

Сегодня у караимов, проживающих в странах на постсоветском пространстве, сохраняется резкое противопоставление себя евреям, хотя о степени распространенности этого стереотипа судить сложно
Не следует путать караимов с крымчаками, исповедующими классический иудаизм, а также с частью субботников, исповедующих караизм. Во время Великой Отечественной войны большинство крымчаков было убито немцами. Караимов, за редким исключением, нацисты пощадили (см. #Нацистская_Германия).
Частью еврейского народа считают себя следующие этнические группы, исповедующие караизм:
- турецкие караимы, говорят на турецком языке (см. статью Караимы Турции);
- караимы, проживающие в Израиле и США, в большинстве своем бывшие египетские караимы (см. статью Караимизм).

### Фальсификация истории
Крымские караимы и специалисты по истории Крыма признают многочисленные факты сознательного искажения истории и религии караимов. При этом обе стороны обвиняют друг друга в личной заинтересованности.
Ключевой вопрос — этногенез и самоидентификация караимского народа. Актуальность темы объясняется политическими последствиями.

### Ассимиляция
В настоящее время основной угрозой для существования караимского народа является ассимиляция. Основные факторы:
- демографическая катастрофа в XX веке, смешанные браки[106];
- утрата традиционной религии: советизация в СССР (см. кенасса в Симферополе), уничтожение кенасс, христианизация в эмиграции[36][107][108][109];
- утрата родного языка и русификация.

### Эмансипация

#### Российская империя
Ещё при Екатерине II было установлено, что ограничения для российских подданных иудейского вероисповедания не распространяются на караимов. Караимы имели налоговые послабления, им разрешалось, в отличие от евреев, приобретать земельную собственность, что позволило им стать крупными землевладельцами и промышленниками.

#### Австро-Венгерская империя
Караимы Галича добились фактического равноправия с христианами после раздела Польши и перехода Галиции под власть Австрии (1772).

#### Нацистская Германия
Приход Гитлера к власти в Германии и введение антиеврейского законодательства побудили караимскую общину Берлина в 1934 г. обратиться с просьбой в министерство внутренних дел нацистской Германии о непризнании караимов евреями на основании их юридического статуса в России. Министерство частично поддержало их просьбу, отметив, что караимы не принадлежат к еврейской религиозной общине. Вместе с тем, нацисты не пришли к однозначному выводу относительно «расовой классификации» и «расовых биологических характеристик» «секты караимов». В годы Второй мировой войны несколько крупных еврейских учёных — М. Балабан (1877—1942), З. Калманович (1881—1944) и И. Шипер (1884—1943) — независимо друг от друга дали немецким оккупационным властям заключение о том, что караимы не являются евреями в расовом отношении, чем спасли караимов от массового уничтожения. В связи с тем что в начале войны соответствующие распоряжения не успели вступить в силу, немало караимов погибло в Риге, Краснодаре, в Одессе и в Херсоне во время массовой ликвидации евреев.
Во время оккупации Крыма немцами, когда над караимами нависла опасность быть поголовно истреблёнными из-за их причисления  к еврейской нации оккупантами, С. М. Ходжаш разыскал в центральном симферопольском архиве документы о том, что караимы являются самостоятельным тюркским этносом.
В сентябре 1938 г. Семён Эзрович Дуван предпринял поездку в Берлин и обратился к министру внутренних дел по поводу определения этнического происхождения и вероисповедания караимов. Ему оказали содействие русское эмигрантское бюро и епископ Берлинский и Германский Серафим. 5 января 1939 года на имя С. Дувана из Государственного расового Бюро Германии пришло разъяснение, в соответствии с которым караимский этнос не отождествлялся с евреями. Данное разъяснение достигло и египетской караимской общины Каира, где был гахамом Тувия Симха Леви Бабович (родом из Крыма), с целью спасти караимов даже там, в случае, если германские войска захватят и Египет.

## История

### Крымское ханство
Караимская община в столице крымского ханства Солхат (ныне Старый Крым) и Кафе (ныне Феодосия) существовала в XIII веке.
В начале XV в. караимов упомянул немецкий путешественник Иоганн Шильтбергер в описании Кафы. По мнению Гаркави, караимы поселились в Крыму «в XIII в. вместе с восточными евреями, талмудистами (крымчаками)… [Фиркович собрал] множество рукописей и документов… [и стремился доказать], что караимы жили в Крыму ещё до распятия Христа».
Главным центром караимов Крыма был Чуфут-Кале; ещё в XIX веке его население состояло почти исключительно из караимов.

### Великое княжество Литовское
Согласно караимской традиции, литовский князь Витовт переселил 383 караимские семьи из Крыма в Тракай, позже — в Луцк и Галич после крымского похода в 1218/1392/1397? году. Оттуда позднее караимы расселились по другим городам Литвы, Волыни и Подолии.

### Вторая мировая война
Караимы приняли участие в Великой Отечественной войне. Среди них: капитан 3-го ранга Евгений Ефет, красноармеец Давид Паша. 
Известны случаи помощи караимов своим соседям-евреям, которых они прятали у себя в домах или снабжали документами своих погибших родственников.

## Караимские общины на современном этапе развития

### Караимы Украины
Караимы, наряду с крымчаками и крымскими татарами, де-факто признаны автохтонным народом Крыма.
Против принятия Верховной Радой Украины законопроектов о коренных народах в начале 2000-х годов выступала Русская община Крыма,  представители которой полагали, что «попытки принять подобный закон не будут способствовать консолидации общества, а приведут к противостоянию и дальнейшему размежеванию по национальному признаку, но уже закреплённому на законодательном уровне». По мнению украинского философа и религиоведа Ирины Богачевской, 

Недостаточно взвешенная позиция идеологов „караизма“ уже привела к тому, что если раньше на теоретическом уровне не высказывалось никаких сомнений в том, что и караимы и крымчаки представляют собой древние автохтонные этнические группы Крымского полуострова, то сегодня, с переносом этой проблематики в область законодательства и политики, многие задумываются о последствиях того, к чему может привести наделение одних правами „коренных народов“ и лишение этих прав других.— И. В. Богачевская. Современные трансформации этнокультурной идентификации крымских караимов
Повторная попытка официального признания Верховной Радой караимов и крымчаков коренными малочисленными народами Украины была предпринята в 2015 году, однако соответствующий «Проект постановления о заявлении Верховной Рады Украины относительно сохранения на Украине самобытности и культурного наследия крымских караимов (караев) и крымчаков» не набрал нужного количества голосов народных депутатов. Заново поданный в 2016 году проект не дошёл до сессионного зала.
В результате событий 2014 года (аннексия Крыма Российской Федерацией) караимы, проживающие в Крыму, находятся под юрисдикцией Российской Федерации, которая контролирует территорию Крыма де-факто с марта 2014 года.

#### Демография
Согласно данным, предоставленным членом Правления Крымского национально-культурного общества караимов Б. С. Бебешем, в 2003 году в Симферополе проживало 320 караимов; в Евпатории — 260; в Феодосии — 100; в Бахчисарае — 57, в Харькове — 30; в Одессе — 100; в Николаеве — 40; в Днепропетровске — 20; в Галиче — 10.

#### Национальные общества
В июле 2014 года в Мелитопольском национально-культурном караимском центре «Кале» состоялась конференция караимских обществ Украины из городов: Бердянска, Днепропетровска, Мелитополя, Николаева и Харькова. Делегаты конференции постановили создать Ассоциацию караимских обществ Украины. Также в Киеве действует караимское национально-культурное общество «Догунма».

#### Газеты
С 1996 года в Симферополе эпизодически выходила газета «Крымские караимы», которая освещала текущую жизнь и историю караимов Крыма, содержит другие материалы. Также с 1996 года во дворе кенассы Симферополя периодически проводятся праздничные богослужения. В Мелитополе несколько лет существовала караимская страничка при газете «Мелитопольские ведомости».
В настоящее время в Симферополе выходит русскоязычное приложение «Къырым къарайлар» к газете «Къырым».

#### Религия
Караимские религиозные организации на Украине действуют в Харькове и Киеве. Здание кенассы в Днепропетровске было снесено в конце 1960-х годов.
См. также:
- Киевская кенасса

#### Караимы Луцка и Галича
В начале XX века жизнь караимов Луцка и Галича была достаточно активной. Так, в 1914 году в Луцке вышел один номер общественно-исторического, литературного и научного ежемесячника «Сабах» (на русском языке), а в 1931—1938 годах выходил журнал «Karaj Awazy» («Голос караима») (на караимском языке, в латинской литерации). После окончания второй мировой войны караимы Луцка и Галича как бывшие польские граждане воспользовались своим правом на репатриацию, большинство из них выехало в Польшу. К началу XXI века в Луцке не осталось ни одного караима, в Галиче их проживало менее пяти.
Караимам Галича и Тракая удалось «законсервировать этот [караимский] язык в таком виде, в каком он существовал пять с половиной веков тому назад».
В селе Залуква в пригороде Галича сохранилось старинное караимское кладбище.
Известными караимами Луцка и Галича были: Александр Мардкович (поэт и издатель журнала «Karaj Awazy»), Захарий Исаак Абрагамович (поэт) и Авраам Фиркович.

### Караимы в России

#### Демография
Согласно переписи 1989 года, в РСФСР проживало 449 караимов.
По результатам всеобщей переписи населения 2002 года, в Российской Федерации проживало 354 караима, в том числе в Москве и Московской области проживало 138 караимов, в Санкт-Петербурге — 53 караима.
Согласно последней переписи населения 2010 года в РФ проживает 205 караимов, в том числе 89 в Москве, 22 в Санкт-Петербурге и 18 в Московской области. Причём только три человека указали, что владеют караимским языком.

#### Национальные общества
В России организованы караимские общества, ведущие культурно-просветительскую и благотворительную работу:
- Региональная общественная организация «Национально-культурная автономия караимов города Москвы»[134]
- Санкт-Петербургский национально-культурный центр караимов[135]
- Ростовская региональная общественная организация национально-культурного караимского общества «Догъунма»[136]

С 1994 по 2013 год в Москве выходила ежемесячная газета «Караимские вести» на русском языке, периодически выпускаются книги по караимской тематике, в том числе 6 томов «Караимской народной энциклопедии».
В связи с аннексией Крыма Российской Федерацией начался процесс перерегистрации крымских национально-культурных караимских обществ под российское законодательство. На сегодняшний день на территории Республики Крым действуют Общественная организация «Региональная национально-культурная автономия крымских караимов Республики Крым», Союз общественных организаций караимов Республики Крым и Региональная общественная организация «Караимская община Крыма», а в Севастополе прошла перерегистрацию Региональная общественная организация «Национально-культурное общество караимов Севастополя «Фидан».
Согласно переписи 2014 года в Крымском федеральном округе насчитывалось 535 караимов. 25 июня 2014 года Государственный Совет Республики Крым направил представление в Правительство Российской Федерации с предложением включить в Единый перечень коренных малочисленных народов Российской Федерации крымских караимов и крымчаков. По мнению директора Института этнологии и антропологии РАН академика Валерия Тишкова, для включения караимов и крымчаков в этот список «нет достаточных оснований».

#### Персоналии
Среди известных караимов — разведчик, дипломат и историк Иосиф Ромуальдович Григулевич, композитор Самуил Моисеевич Майкапар, общественный деятель Соломон Самойлович Крым, актёр Сергей Тонгур, волейболистка, олимпийская чемпионка, заслуженный мастер спорта Марина Кумыш, переводчик средневековой литературы Ананий Самойлович Бобович.
Активное участие в жизни караимских общин принимал Михаил Сарач — караимский филантроп и идеолог караимского национального движения: он оказывал значительную финансовую помощь «братьям по крови», а его взгляды на происхождение караимов и караимскую религию оказали заметное влияние на развитие этнического самосознания караимов.

#### Религия
Караимские религиозные организации функционируют в Бахчисарае, Евпатории, Симферополе и Феодосии.
Караимские участки сохранились на еврейских кладбищах в Санкт-Петербурге, Ростове-на-Дону, Таганроге и Самаре. Отдельное от еврейского (рядом с ним) караимское кладбище сохранилось в Севастополе. В разрушенном состоянии пребывают караимские кладбища в Евпатории и Феодосии. Караимское кладбище в Москве (часть Еврейского Дорогомиловского кладбища) было снесено в годы Советской власти. Небольшой караимский участок действует на Даниловском мусульманском кладбище.
Кроме караимов этнических на Юге России и в Ростове-на-Дону проживают этнические русские, исповедующие караимизм.
См. также:
- Симферопольская кенасса
- Феодосийская кенасса
- Евпаторийская кенасса

### Караимы в Литве
Караимы компактно проживают в некоторых местностях Литвы со времён Средневековья в населённых пунктах со смешанным населением (христианами, евреями, татарами). Тем не менее, утверждения караимских авторов о том, что караимы единственные из нехристиан в великом княжестве пользовались всеми выгодами Магдебургского права, можно встретить и у русских историков.
В современной Литве проживает менее 250 караимов в трёх организованных общинах: Вильнюс (ок. 150 чел.), Тракай (менее 50 чел.), Паневежис (менее 30 чел.). Литовские караимы сохраняют сильную национально-религиозную компоненту. Лидеры сообщества выбираются в статусе религиозного главы общины. Имеются действующие караимские кенассы в Вильнюсе и Тракае (кенасса в Паневежисе была снесена в советское время). Функционируют караимские кладбища (в Вильнюсе имеется общее татарско-караимское кладбище, разделённое на две части). В Тракае действует Караимский государственный этнографический музей. Время от времени издаются книги по караимской тематике на литовском языке или с параллельным текстом на литовском и караимском (латинской графикой) языках. Издан полный караимский молитвослов на караимском языке. Современная караимская община Литвы ведёт активную культурную и общественную работу.

### Караимы в Польше
В современной Польше проживает 346 караимов (перепись 2011 года) . Караимские группы есть в Варшаве, Кракове, Вроцлаве и Гданьске.
Существует несколько караимских организаций. Основной организацией является Союз польских караимов. Издаётся ежеквартальный журнал на польском языке Awazymyz («Наш голос»), функционирует караимское издательство «Bitik». В Варшаве сохраняется отдельное караимское кладбище. Современные караимы Польши воспринимают себя этническим сообществом, многие утратили свою религиозную самоидентификацию. Действующих религиозных общин нет, хотя формально существует Караимский религиозный союз Польши. В последние годы значительно вырос интерес молодёжи, имеющей караимские корни, к своей истории и культуре.

### Караимы в эмиграции
После Октябрьской революции определённая часть крымских караимов вместе с войсками Врангеля эмигрировала из России в Польшу, Францию, Германию и Турцию (Стамбул), а также в Венгрию, Чехословакию, Югославию и Болгарию.

#### Караимы во Франции
Франция была одним из основных центров эмиграции крымских караимов после Октябрьской революции. В конце 1930-х годов их численность оценивалась в 300 человек, проживавших в основном в Париже, Ницце и Марселе. Существовали организованные караимские общины, благотворительные организации, культурные общества. Обязанности газзана исполнял Ф. С. Фарумда.
В годы второй мировой войны караимы не преследовались немецкими оккупационными властями. Однако в зоне, подконтрольной правительству Виши, караимы поначалу преследовались наравне с евреями, но под давлением нацистской Германии режим Виши вынужден принять немецкую точку зрения на происхождение народа. После войны караимы Франции были подвержены ассимиляции со стороны русской общины и французского большинства, имела место эмиграция в США, Канаду и Великобританию. В современной Франции общую численность караимов можно оценить в несколько десятков человек, в основном престарелых, проживающих в Париже или рассеянных по Лазурному Берегу. Организованных общин и караимских организаций нет.
Верующие караимы Франции в основном придерживаются православия или католицизма. Среди них:
- Алексей Аронович Бабаджан (1902—1980), псаломщик в Парижской церкви Пресвятой Богородицы[148];
- супруги Иосиф Семёнович и Елизавета Моисеевна Дуваны, в Аргентине приняли православие и обвенчались в церкви[149];
- Михаил Ильич Лопато (1907—1986) был старостой церкви Архангела Михаила в Канне (Франция)[150];
- Наталья Марковна Пампулова (род. 1937), иконописец, церковный деятель[151];
- Михаил Семёнович Сарач, известный меценат и основатель «Караимской народной энциклопедии»[152].

Караимы старшего поколения поддерживают активные связи с караимами на Украине и в России и оказывают им материальную помощь. Наиболее известным членом общины был караимский меценат и общественный деятель Михаил Сарач.

#### Караимы в США
В США ныне проживает небольшое число караимов из Восточной Европы и именно здесь находится администрация Международного института крымских караимов. Наиболее известный член общины — Валентин Кефели (профессор-биолог, в прошлом — главный редактор газеты «Караимские вести»).

#### Караимы в Израиле
В 1990-х годах в Израиль иммигрировало предположительно около 500 караимов и членов их семей из стран бывшего СССР, в основном Украины. Среди них — композитор Авраам Кефели, тюрколог Ольга Прик, семья просветителя Давида Гумуша, родственник основоположника доктрины деиудаизации караимизма С. М. Шапшала Юрий Шапшал.
На караимов распространяется «Закон о возвращении», закрепляющий за всеми евреями мира и их потомками, а также членами их семей право на репатриацию в государство Израиль и предоставление израильского гражданства. В Израиле караимы считаются частью еврейского народа (так как евреями признаются люди, исповедующие иудаизм, независимо раввинистического или караимского толка и независимо от языка общения), а ортодоксальные евреи («раввинисты») говорят о караимах как о заблуждающихся евреях. Поэтому согласно этому закону лица караимского происхождения (включая внуков караимов) имеют право на репатриацию и получение израильского гражданства наравне с евреями.
Браки, заключённые по принятым у караимов традициям, с точки зрения раввинистской Галахи рассматриваются как законные, однако разводы, совершённые по этим традициям, не признаются раввинистами. Поэтому в прошлом некоторые галахические авторитеты начиная с Маймонида запрещали браки между караимами и раввинистами: так как ребёнок, рождённый не от мужа, замужней (не разведённой) женщиной — мамзер (то есть незаконнорождённый), данный статус сохраняется за всеми поколениями его потомков. Несмотря на это Главный Раввинат Израиля принял точку зрения известного современного галахического авторитета Овадьи Йосефа, разрешившего браки раввинистов с караимами, согласными с предписаниями Галахи. Караимы и раввинисты, как и другие граждане Израиля, могут заключать гражданские браки за границей или в посольствах на территории Израиля, эти браки имеют полное гражданское равноправие с религиозными браками.
Караимы из бывшего СССР расселились по всей территории Израиля. Крупнейшие общины расположены в Рамле, Ашдоде, Тель-Авиве. В последние десятилетия караимская молодёжь ассимилируется под влиянием израильской культуры. Караимы несут обязательную воинскую повинность наравне с евреями.